# Psychic

Psychic est un magazine féminin bimestriel au positionnement haut de gamme. Son premier numéro est sorti en juillet 2006 ; le quatrième, dernier en date, est paru le 13 février 2007. Il est vendu au prix de 4,50 euros.

## Titre
Le titre du magazine n’a aucun lien avec le mot homonyme anglais, ce dernier désignant une personne dotée de capacités paranormales, réelles ou prétendues. Le titre « psychic » est en fait un simple jeu de mots entre « psy » et « chic », résumant le contenu du magazine.

## Contenu rédactionnel
La tagline (ou slogan) du magazine est : « La sagesse rencontre l’élégance ». Le magazine propose les rubriques habituelles d’un féminin : mode, beauté, actualités culturelles, décoration… Ces dernières sont équilibrées par des articles de fond, proposant des pistes face aux questions soulevées par les nombreux aspects de la vie. Parmi ces rubriques citons feng shui, Parents-enfants, Philosophie pratique, Sexe et Art de vivre.